# 15분 도시

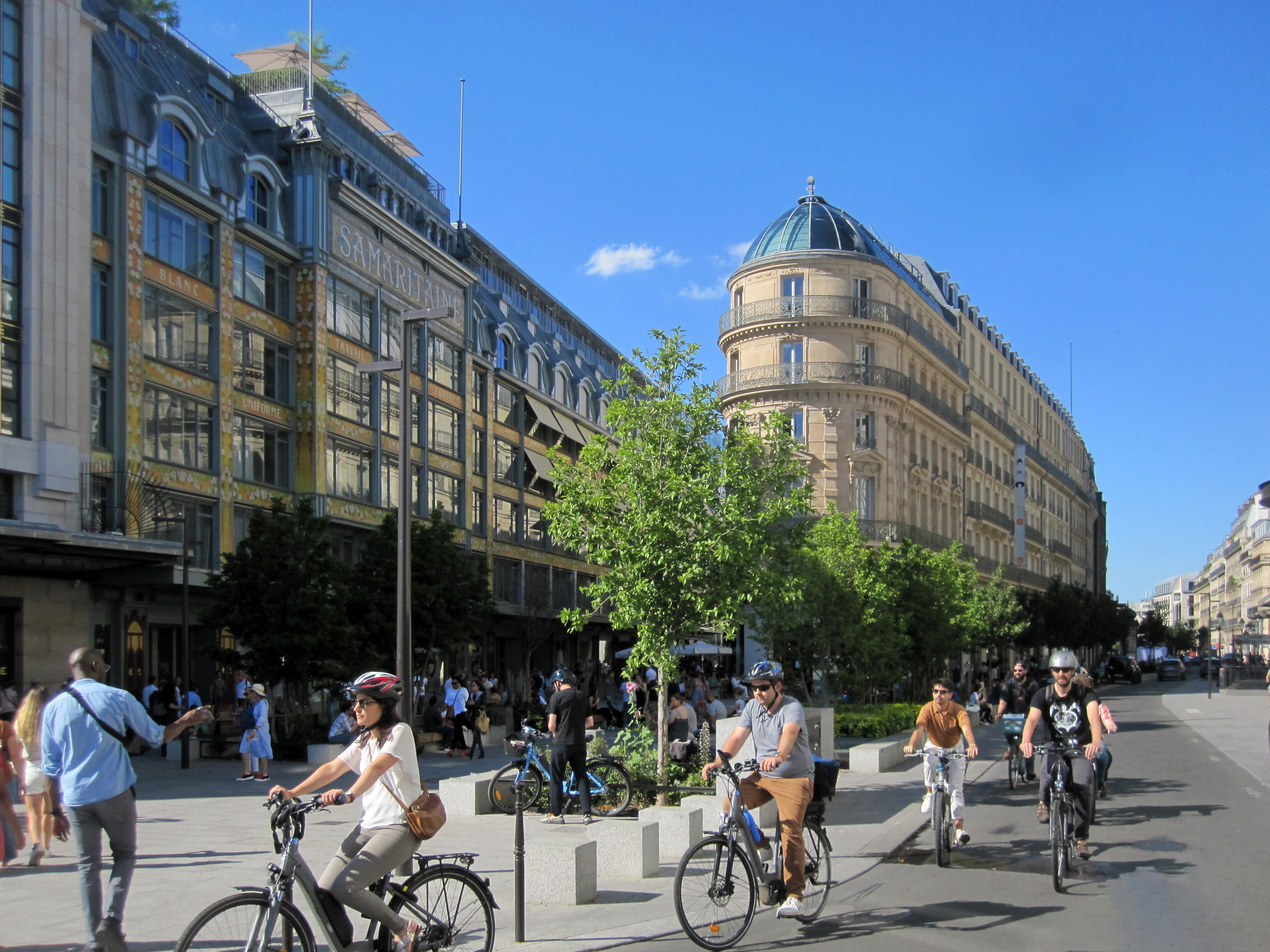
프랑스 파리에서 산책하거나 자전거를 타는 사람들

15분 도시(영어: 15-minute city, FMC 또는 15mC)는 직장, 쇼핑, 교육, 의료, 여가 등 대부분의 일상 필수품과 서비스를 도시의 어느 지점에서든 도보, 자전거 또는 대중교통을 이용하여 15분 이내에 쉽게 이용할 수 있는 도시 계획 개념이다.

## 특징
15분 도시 개념은 자동차 의존도를 줄이고 건강하고 지속 가능한 생활을 촉진하며 도시 거주자의 웰빙과 삶의 질을 개선하는 것을 목표로 고안되었다. 이 개념을 구현하려면 교통 계획, 도시 디자인, 정책 입안을 포함하는 다학제적 접근 방식이 필요하며, 이를 통해 잘 설계된 공공 공간, 보행자 친화 거리, 혼합 용도 개발을 만들어야 한다.

## 사례
안 이달고 프랑스 파리 시장은 2020년 재선 운동 기간 동안 15분 도시 개념을 구현하는 계획을 내걸었다. 파리는 센강변 일부에서 차량 통행을 금지하였으며, 자전거 도로를 대폭 확충하고 소규모 공원들을 조성하였다.
2021년, 캐나다 수도 오타와는 15분 도시 건설 계획을 내놓았으며, 오스트레일리아 멜버른은 20분 도시 건설 계획을 수립하였다.

## 같이 보기
- 신도시주의
- 스마트 시티